# Hydra (контроллер)
Hydra (ранее известен как Sixense TrueMotion) — игровой контроллер для ПК. Созданный по технологии американской компании Sixense Entertainment совместно с Razer. Он состоит из двух джойстиков, которые похожи по форме и принципу работы на PlayStation Move для PlayStation 3. 
Он был протестирован в тесной фокус-группе участников PlayStation Underground в августе 2008 года, где была продемонстрирована его полная функциональность в различных типах игр.  
Джойстик Razer Hydra был выпущен через Steam и через официальный сайт Razer 16 июня 2011 года по цене 139,99 долларов США . Он продавался в комплекте с Portal 2 с эксклюзивным контентом для игроков с контроллерами. В России продажи начались в сентябре 2011. 

## Определение
Ключевой элемент контроллера — базовый блок с небольшим шаром, который генерирует слабое электромагнитное поле. С его помощью контроллер определяет абсолютное положение и ориентацию джойстиков с точностью, как заявляют его разработчики, 1 мм на 1°, имея, таким образом, 6 степени свободы.

## Portal 2: Sixense MotionPack DLC
Специально для Razer Hydra был выпущен загружаемый контент для Portal 2. Sixense MotionPack состоит из десяти уровней. На этих уровнях к портальной пушке добавлены дополнительные возможности, такие как вращение объектов в трех измерениях, передвижение объектов на расстоянии, передвижение и вращение порталов, а также возможность изменения размеров специального вида кубов. Если у вас подключена Hydra,то игра автоматически активирует это дополнение.

## Прототип
В модели прототипа, показанной на выставке CES в 2011 году, шар и джойстики были соединены проводами, но Razer сообщила о возможном создании беспроводной версии.

## Комплектация
Комплект Razer Hydra с игрой Portal 2 и DLC, можно было приобрести в 2012 году стоимостью $140, он включал два джойстика, а также саму игру. Сейчас комплект снят с производства.

## Поддержка в играх

### Встроенная[1]
- Team Fortress 2
- Portal 2
- Deep Black : Reloaded
- Depth Hunter
- FlatOut 3: Chaos & Destruction
- Counter Strike: Global Offensive
- Counter Strike: Condition Zero

### Эмулируемая
- Более 350 игр с помощью MotionCreator[2]